# Буковац Подвршки
Буковац Подвршки (хрв. Bukovac Podvrški) је насељено место у општини Скрад, Приморско-горанска жупанија, Хрватска.

## Историја
До територијалне реорганизације у Хрватској био је у саставу старе општине Делнице.

## Становништво
На попису становништва из 2011. године, Буковац Подвршки није имао становника.
| Број становника према пописима | Број становника према пописима | Број становника према пописима | Број становника према пописима | Број становника према пописима | Број становника према пописима | Број становника према пописима | Број становника према пописима | Број становника према пописима | Број становника према пописима | Број становника према пописима | Број становника према пописима | Број становника према пописима | Број становника према пописима | Број становника према пописима | Број становника према пописима |
| ------------------------------ | ------------------------------ | ------------------------------ | ------------------------------ | ------------------------------ | ------------------------------ | ------------------------------ | ------------------------------ | ------------------------------ | ------------------------------ | ------------------------------ | ------------------------------ | ------------------------------ | ------------------------------ | ------------------------------ | ------------------------------ |
| 1857                           | 1869                           | 1880                           | 1890                           | 1900                           | 1910                           | 1921                           | 1931                           | 1948                           | 1953                           | 1961                           | 1971                           | 1981                           | 1991                           | 2001                           | 2011                           |
| 28                             | 24                             | 24                             | 23                             | 25                             | 17                             | 14                             | 18                             | 25                             | 16                             | 11                             | 0                              | 0                              | 0                              | 0                              | 0                              |

Напомена: Исказивано под именом Буковац до 1900, Буковац Подстенски од 1910. до 1948. и Буковац Подвршки од 1953. надаље. Од 1971. без становника.